# Konklave 2013

Wappen der Sedisvakanz 2013 – unter der Leitung des Camerlengos Tarcisio Kardinal Bertone

Im Konklave 2013, das am 12. März 2013 begann, wurde am 13. März 2013 im fünften Wahlgang der bisherige Erzbischof von Buenos Aires und Primas von Argentinien, Kardinal Jorge Mario Bergoglio, zum Nachfolger des zurückgetretenen Papstes Benedikt XVI. gewählt. Er nahm den Papstnamen Franziskus an.

## Sedisvakanz

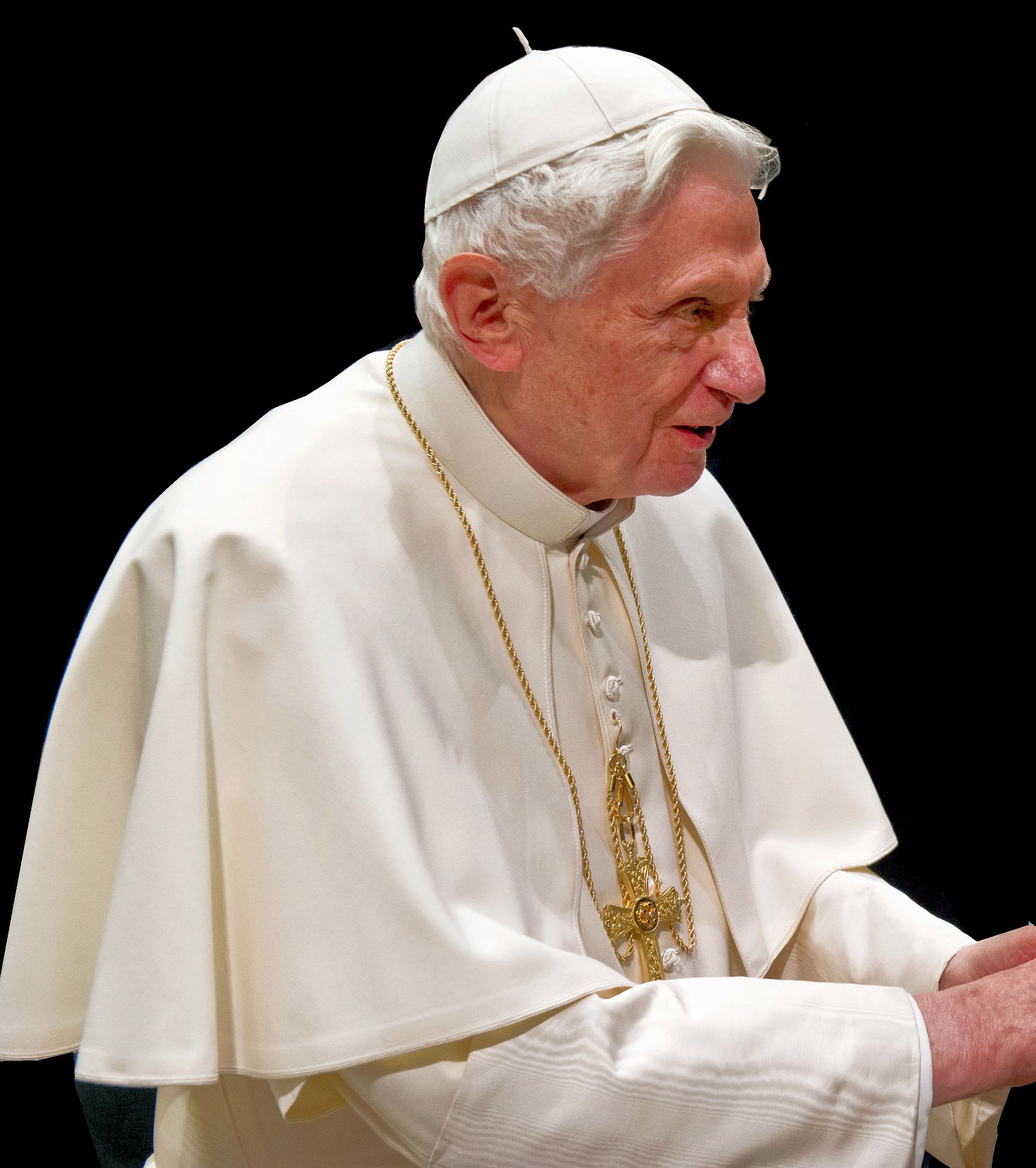
Benedikt XVI., Januar 2013

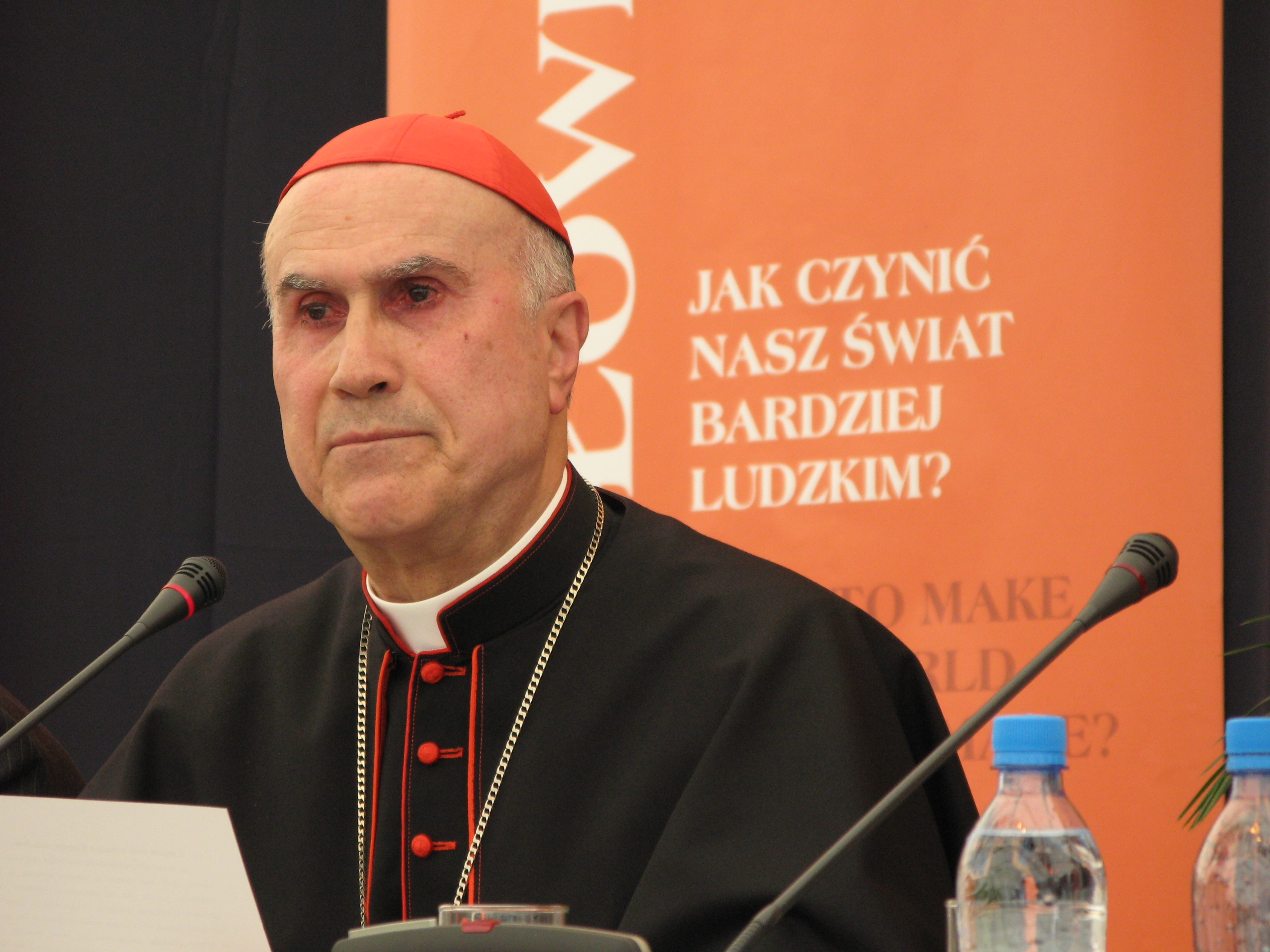
Camerlengo Tarcisio Bertone

Nachdem Benedikt XVI. am 11. Februar 2013 mitgeteilt hatte, in der Gewissheit, dass seine „Kräfte infolge des vorgerückten Alters nicht mehr geeignet sind, um in angemessener Weise den Petrusdienst auszuüben“, zum 28. Februar 2013, 20 Uhr (MEZ) „auf das Amt des Bischofs von Rom, des Nachfolgers Petri, […] zu verzichten“, ging mit dem Eintritt der Sedisvakanz die Leitung der römisch-katholischen Kirche auf das Kardinalskollegium über. Dabei übernahm Tarcisio Bertone als Camerlengo und Vorsitzender der Sonderkongregation, die Verwaltung der römisch-katholischen Kirche. Die Wahlordnung ergab sich aus der Apostolischen Konstitution Universi Dominici Gregis und den Motu proprios De aliquibus mutationibus in normis und Normas nonnullas. Das Motu proprio Normas nonnullas Benedikts XVI. vom 22. Februar 2013 gestattete nun ausdrücklich, mit dem Konklave schon vor dem Ablauf von 15 vollen Tagen Sedisvakanz beginnen zu können, wenn feststeht, dass alle wahlberechtigten Kardinäle anwesend sind. Am 8. März entschied sich das Kardinalskollegium für den 12. März als Beginn des Konklaves.

### Ämter
Während der Sedisvakanz blieben folgende Ämter bestehen und wurden weiterhin ausgeübt:
- Camerlengo: Tarcisio Kardinal Bertone
- Großpönitentiar: Manuel Kardinal Monteiro de Castro
- Kardinalvikar der Diözese Rom: Agostino Kardinal Vallini
- Kardinalerzpriester der Vatikanbasilika: Angelo Kardinal Comastri
- Generalvikar für die Vatikanstadt: Angelo Kardinal Comastri
- Substitut des Staatssekretariats: Giovanni Angelo Becciu
- Sekretär für die Beziehungen mit den Staaten: Dominique Mamberti
- Almosenier Seiner Heiligkeit: Guido Pozzo

### Kardinalskollegium
Das Kardinalskollegium hatte den regulären Verwaltungsbetrieb der Kirche bis zur Wahl eines neuen Papstes sicherzustellen. Es war ihm ausdrücklich untersagt, grundlegende Änderungen in der Leitung der Gesamtkirche vorzunehmen. Im Kardinalskollegium hatten folgende Kardinäle besonders herausgehobene Funktionen:
- Kardinaldekan: Angelo Kardinal Sodano
- Kardinalsubdekan: Roger Kardinal Etchegaray
- Kardinalprotopriester: Paulo Kardinal Evaristo Arns
- Kardinalprotodiakon: Jean-Louis Kardinal Tauran

Der Dekan hatte sämtliche Kardinäle über die Sedisvakanz informiert und bestellte sie zum Konklave in die Vatikanstadt.

### Kongregationen
Mit Beginn der Sedisvakanz wurden zwei Kongregationen gebildet, die Generalkongregation und die Sonderkongregation. An den täglichen Generalkongregationen nehmen alle Kardinäle teil. Die erste Generalkongregation fand am 4. März 2013 statt. Die Sonderkongregation besteht nur aus dem Camerlengo als Vorsitzendem und je einem Kardinalbischof, Kardinalpriester und Kardinaldiakon. Folgende Kardinäle waren Mitglied der Sonderkongregation:
- 4.–6. März 2013: Giovanni Battista Kardinal Re, Crescenzio Kardinal Sepe und Franc Kardinal Rodé;[7]
- 7.–9. März: Béchara Pierre Kardinal Raï, Laurent Kardinal Monsengwo Pasinya und Velasio Kardinal De Paolis;[8]
- 11.–13. März 2013: Antonios Kardinal Naguib, Marc Kardinal Ouellet und Francesco Kardinal Monterisi.[9]

## Konklave

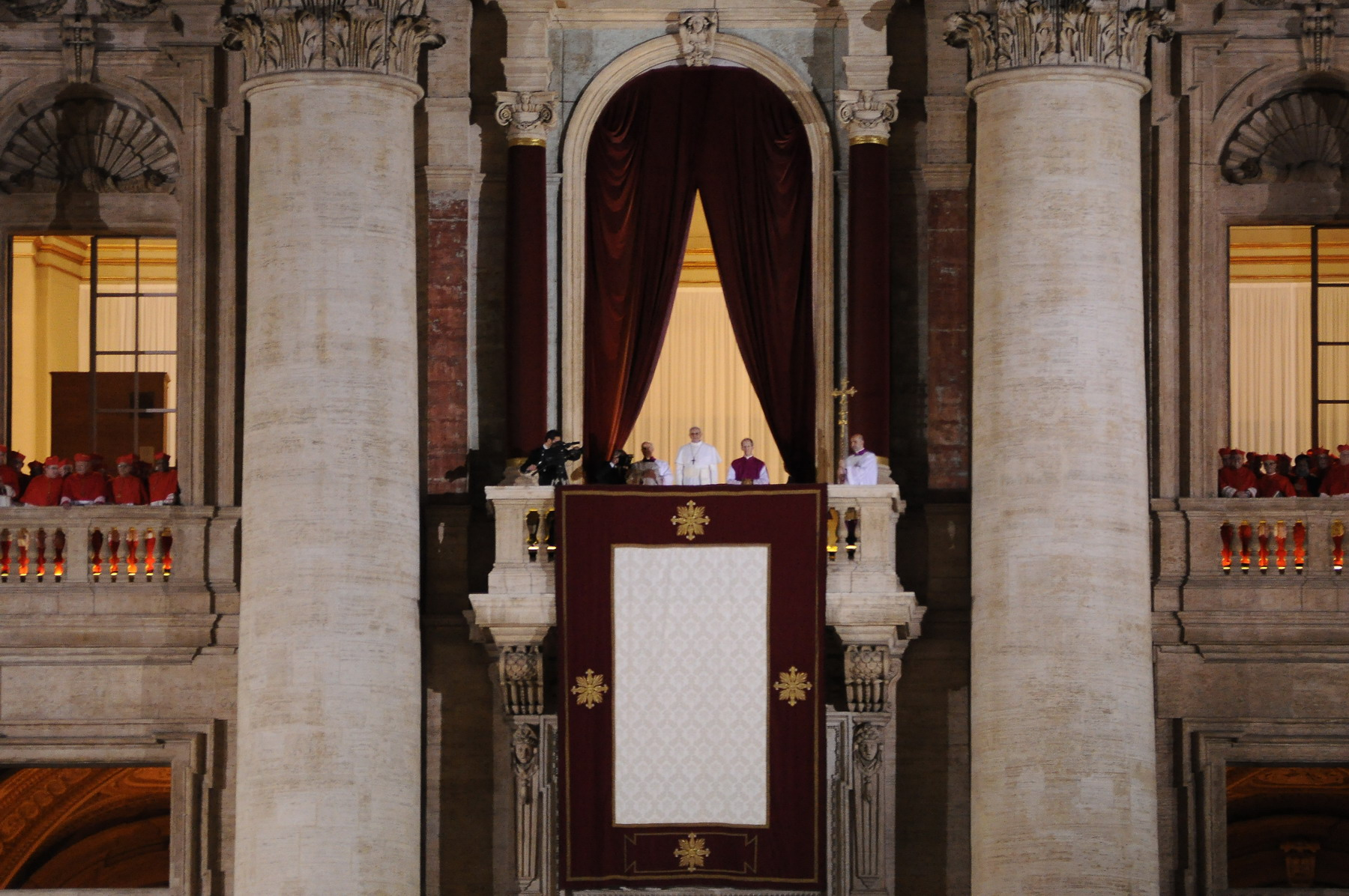
Papst Franziskus vor der Spendung des Segens Urbi et Orbi auf der Benediktionsloggia des Petersdoms

### Ablauf

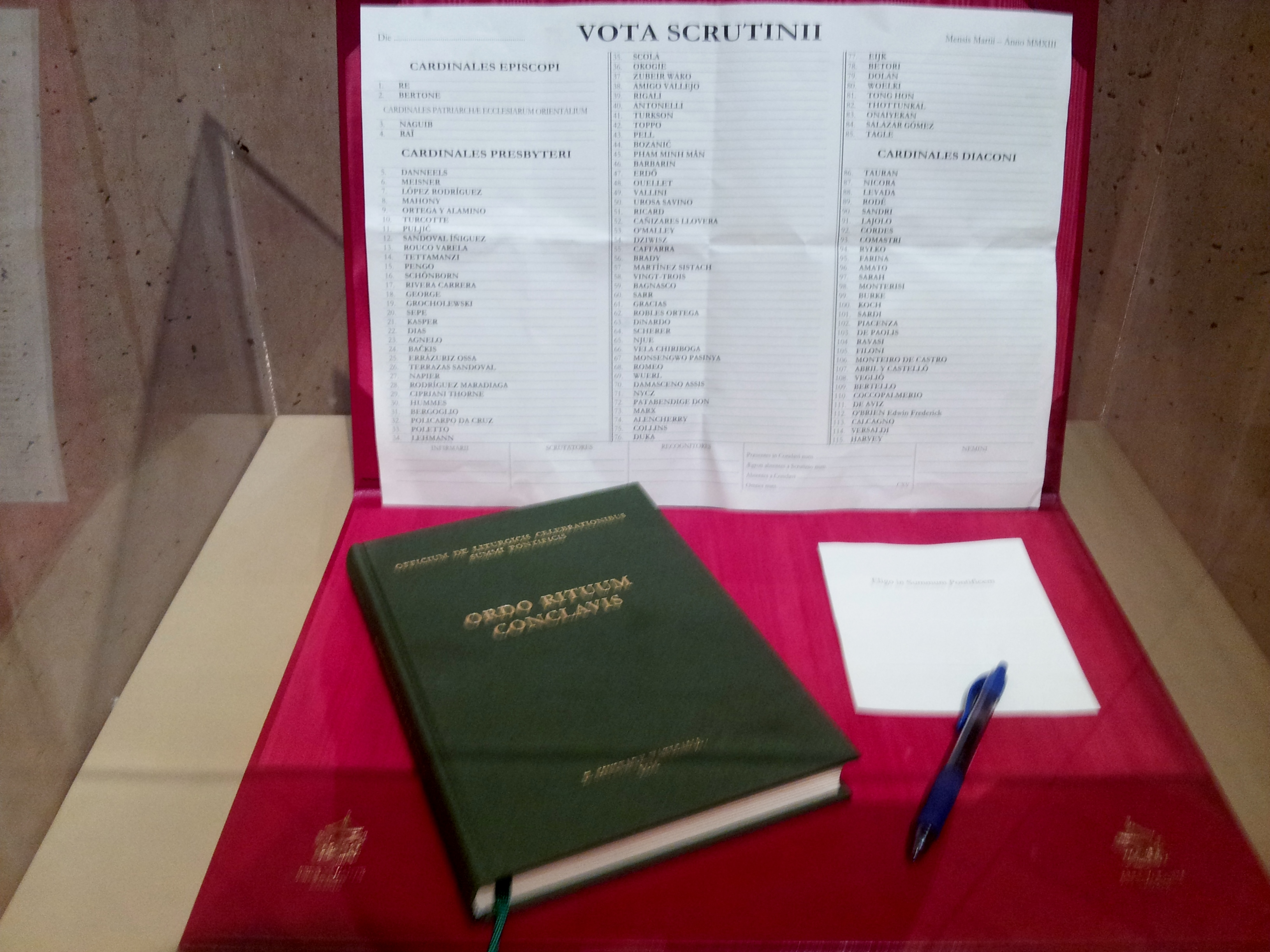
Abstimmungsunterlagen von Kardinal Roger Michael Mahony

Das Konklave wurde am 12. März 2013 mit der Votivmesse “Missa Pro Eligendo Romano Pontifice” (deutsch: „Messe für die Wahl des Bischofs von Rom“) im Petersdom eröffnet. Der Messfeier stand Kardinaldekan Angelo Sodano vor, in Konzelebration mit den Kardinälen Bertone und Re. Benedikt XVI., der die zuvor nur für wahlberechtigte Kardinäle bestehende Teilnahmepflicht durch sein Normas nonnullas auf alle Kardinäle erweitert hatte, nahm an der Messe selbst nicht teil. Um 16:30 Uhr zogen die Kardinäle in feierlicher Prozession von der Paulinischen Kapelle in die Sixtinische Kapelle und legten den Eid ab. Anschließend wurden alle nicht am Konklave Beteiligten durch das zeremonielle Extra omnes ausgeschlossen. Nach dem ersten und nach dem dritten Wahlgang stieg am 12. März um 19:41 Uhr und am 13. März um 11:38 Uhr schwarzer Rauch aus der Sixtinischen Kapelle auf. Im fünften Wahlgang schließlich erreichte Jorge Mario Bergoglio die nötige Zweidrittelmehrheit. Um 19:06 Uhr signalisierte weißer Rauch die Wahl eines neuen Papstes. Der Kardinalprotodiakon Jean-Louis Tauran verkündete um 20:13 Uhr auf der Benediktionsloggia das Habemus Papam. Gegen 20:22 Uhr zeigte sich der neue Papst dort, hielt eine kurze Ansprache, sprach mit der auf dem Platz versammelten Menge Gebete für seinen Vorgänger und spendete zum Abschluss den apostolischen Segen Urbi et Orbi. Traditionsgemäß zelebrierte Franziskus seine erste Messe als Papst am folgenden Tag in der Sixtinischen Kapelle mit den Kardinälen, die am Konklave teilgenommen hatten, als Votivmesse “Missa Pro ecclesia” (deutsch: „Messe für die Kirche“).

### Wahlberechtigte Kardinäle
Stimmberechtigt waren Kardinäle, die am Tag vor dem Eintritt der Sedisvakanz, also am 27. Februar 2013, das 80. Lebensjahr noch nicht vollendet hatten, also alle ab dem 28. Februar 1933 geborenen. 50 der wahlberechtigten Kardinäle wurden von Johannes Paul II. und 67 von Benedikt XVI. ernannt.
Giovanni Battista Re, der ranghöchste wahlberechtigte Kardinalbischof, leitete das Konklave, da die beiden vorangereihten Kardinäle Sodano und Etchegaray das Wahlalter bereits überschritten hatten. Höchstrangiger wahlberechtigter Kardinalpriester war Godfried Danneels, ranghöchster wahlberechtigter Kardinaldiakon Jean-Louis Tauran, dem als Kardinalprotodiakon die Aufgabe zukam, die Wahl des neuen Papstes und seinen Namen zu verkünden.
Stimmberechtigt waren wie 2005 insgesamt 117 Kardinäle.

#### Nicht teilnehmende Kardinäle
Von den wahlberechtigten Kardinälen nahmen nicht am Konklave teil:
- Julius Riyadi Darmaatmadja ( Indonesien, emeritierter Erzbischof von Jakarta) aus gesundheitlichen Gründen[16]
- Keith Patrick O’Brien ( Vereinigtes Königreich) nach Annahme seines Rücktritts vom Amt des Erzbischofs von Saint Andrews und Edinburgh.[17]

Die Generalkongregation hatte ihrer Bitte, von der Teilnahmepflicht entbunden zu werden, am 8. März 2013 entsprochen.

#### Teilnehmende Kardinäle
Die folgenden stimmberechtigten 115 Kardinäle nahmen teil:

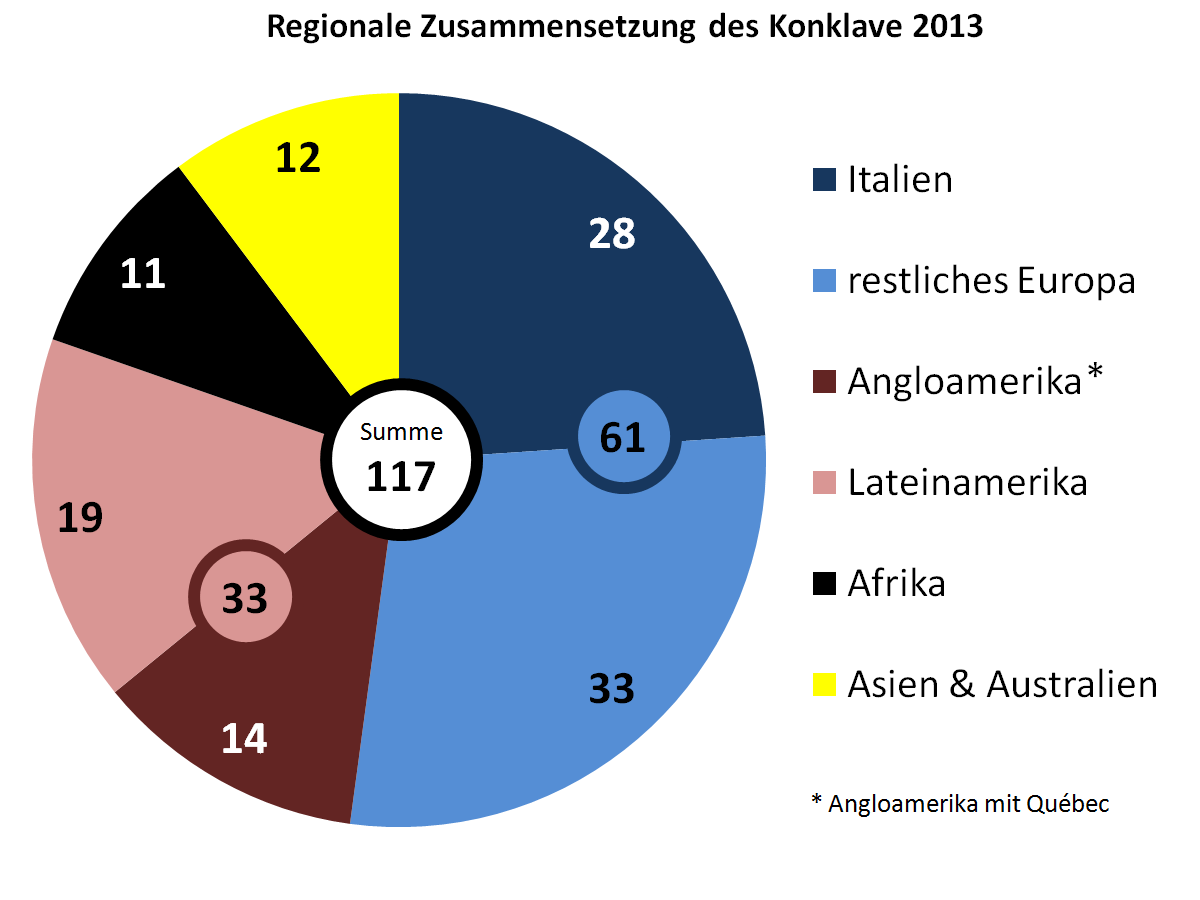
Zusammensetzung des Konklaves

| Name                             | Land                         | Kontinent     | Alter Stichtag: 27. Februar 2013 |
| -------------------------------- | ---------------------------- | ------------- | -------------------------------- |
| Santos Abril y Castello          | Spanien                      | Europa        | 77                               |
| Geraldo Majella Agnelo           | Brasilien                    | Lateinamerika | 79                               |
| George Alencherry                | Indien                       | Asien         | 67                               |
| Angelo Amato                     | Italien                      | Europa        | 74                               |
| Carlos Amigo Vallejo             | Spanien                      | Europa        | 78                               |
| Ennio Antonelli                  | Italien                      | Europa        | 76                               |
| Audrys Bačkis                    | Litauen                      | Europa        | 76                               |
| Angelo Bagnasco                  | Italien                      | Europa        | 70                               |
| Philippe Barbarin                | Frankreich                   | Europa        | 62                               |
| Jorge Mario Bergoglio            | Argentinien                  | Lateinamerika | 76                               |
| Giuseppe Bertello                | Italien                      | Europa        | 70                               |
| Tarcisio Bertone                 | Italien                      | Europa        | 78                               |
| Giuseppe Betori                  | Italien                      | Europa        | 66                               |
| Josip Bozanić                    | Kroatien                     | Europa        | 63                               |
| Seán Brady                       | Irland                       | Europa        | 73                               |
| João Braz de Aviz                | Brasilien                    | Lateinamerika | 65                               |
| Raymond Leo Burke                | Vereinigte Staaten           | Nordamerika   | 64                               |
| Carlo Caffarra                   | Italien                      | Europa        | 74                               |
| Domenico Calcagno                | Italien                      | Europa        | 70                               |
| Antonio Cañizares Llovera        | Spanien                      | Europa        | 67                               |
| Juan Luis Cipriani Thorne        | Peru                         | Lateinamerika | 69                               |
| Francesco Coccopalmerio          | Italien                      | Europa        | 75                               |
| Thomas Collins                   | Kanada                       | Nordamerika   | 66                               |
| Angelo Comastri                  | Italien                      | Europa        | 69                               |
| Paul Josef Cordes                | Deutschland                  | Europa        | 78                               |
| Raymundo Damasceno Assis         | Brasilien                    | Lateinamerika | 76                               |
| Godfried Danneels                | Belgien                      | Europa        | 79                               |
| Velasio De Paolis                | Italien                      | Europa        | 77                               |
| Daniel DiNardo                   | Vereinigte Staaten           | Nordamerika   | 63                               |
| Ivan Dias                        | Indien                       | Asien         | 76                               |
| Timothy Dolan                    | Vereinigte Staaten           | Nordamerika   | 63                               |
| Dominik Duka                     | Tschechien                   | Europa        | 69                               |
| Stanisław Dziwisz                | Polen                        | Europa        | 73                               |
| Willem Jacobus Eijk              | Niederlande                  | Europa        | 59                               |
| Péter Erdő                       | Ungarn                       | Europa        | 60                               |
| Francisco Javier Errázuriz Ossa  | Chile                        | Lateinamerika | 79                               |
| Raffaele Farina                  | Italien                      | Europa        | 79                               |
| Fernando Filoni                  | Italien                      | Europa        | 66                               |
| Francis George                   | Vereinigte Staaten           | Nordamerika   | 76                               |
| Oswald Gracias                   | Indien                       | Asien         | 68                               |
| Zenon Grocholewski               | Polen                        | Europa        | 73                               |
| James Michael Harvey             | Vereinigte Staaten           | Nordamerika   | 63                               |
| Cláudio Hummes                   | Brasilien                    | Lateinamerika | 78                               |
| Walter Kasper                    | Deutschland                  | Europa        | 79                               |
| Kurt Koch                        | Schweiz                      | Europa        | 62                               |
| Giovanni Lajolo                  | Italien                      | Europa        | 78                               |
| Karl Lehmann                     | Deutschland                  | Europa        | 76                               |
| William Joseph Levada            | Vereinigte Staaten           | Nordamerika   | 76                               |
| Nicolás de Jesús López Rodríguez | Dominikanische Republik      | Lateinamerika | 76                               |
| Roger Michael Mahony             | Vereinigte Staaten           | Nordamerika   | 77                               |
| Lluís Martínez Sistach           | Spanien                      | Europa        | 75                               |
| Reinhard Marx                    | Deutschland                  | Europa        | 59                               |
| Joachim Meisner                  | Deutschland                  | Europa        | 79                               |
| Laurent Monsengwo Pasinya        | Demokratische Republik Kongo | Afrika        | 73                               |
| Manuel Monteiro de Castro        | Portugal                     | Europa        | 74                               |
| Francesco Monterisi              | Italien                      | Europa        | 78                               |
| Antonios Naguib                  | Ägypten                      | Afrika        | 77                               |
| Wilfrid Fox Napier               | Südafrika                    | Afrika        | 71                               |
| Attilio Nicora                   | Italien                      | Europa        | 75                               |
| John Njue                        | Kenia                        | Afrika        | 67                               |
| Kazimierz Nycz                   | Polen                        | Europa        | 63                               |
| Edwin Frederick O’Brien          | Vereinigte Staaten           | Nordamerika   | 73                               |
| Seán Patrick O’Malley            | Vereinigte Staaten           | Nordamerika   | 68                               |
| Anthony Olubunmi Okogie          | Nigeria                      | Afrika        | 76                               |
| John Onaiyekan                   | Nigeria                      | Afrika        | 69                               |
| Jaime Ortega                     | Kuba                         | Lateinamerika | 76                               |
| Marc Ouellet                     | Kanada                       | Nordamerika   | 68                               |
| George Pell                      | Australien                   | Australien    | 71                               |
| Polycarp Pengo                   | Tansania                     | Afrika        | 68                               |
| Jean-Baptiste Phạm Minh Mẫn      | Vietnam                      | Asien         | 78                               |
| Mauro Piacenza                   | Italien                      | Europa        | 68                               |
| Severino Poletto                 | Italien                      | Europa        | 79                               |
| José da Cruz Policarpo           | Portugal                     | Europa        | 77                               |
| Vinko Puljić                     | Bosnien und Herzegowina      | Europa        | 67                               |
| Béchara Pierre Raï               | Libanon                      | Asien         | 73                               |
| Albert Malcolm Ranjith           | Sri Lanka                    | Asien         | 65                               |
| Gianfranco Ravasi                | Italien                      | Europa        | 70                               |
| Giovanni Battista Re             | Italien                      | Europa        | 79                               |
| Jean-Pierre Ricard               | Frankreich                   | Europa        | 68                               |
| Justin Francis Rigali            | Vereinigte Staaten           | Nordamerika   | 77                               |
| Norberto Rivera Carrera          | Mexiko                       | Lateinamerika | 70                               |
| Francisco Robles Ortega          | Mexiko                       | Lateinamerika | 63                               |
| Franc Rodé                       | Slowenien                    | Europa        | 78                               |
| Óscar Rodríguez Maradiaga        | Honduras                     | Lateinamerika | 70                               |
| Paolo Romeo                      | Italien                      | Europa        | 75                               |
| Antonio María Rouco Varela       | Spanien                      | Europa        | 76                               |
| Stanisław Ryłko                  | Polen                        | Europa        | 67                               |
| Rubén Salazar Gómez              | Kolumbien                    | Lateinamerika | 70                               |
| Juan Sandoval Íñiguez            | Mexiko                       | Lateinamerika | 79                               |
| Leonardo Sandri                  | Argentinien                  | Lateinamerika | 69                               |
| Robert Sarah                     | Guinea                       | Afrika        | 67                               |
| Paolo Sardi                      | Italien                      | Europa        | 78                               |
| Théodore-Adrien Sarr             | Senegal                      | Afrika        | 76                               |
| Odilo Pedro Scherer              | Brasilien                    | Lateinamerika | 63                               |
| Christoph Schönborn              | Österreich                   | Europa        | 68                               |
| Angelo Scola                     | Italien                      | Europa        | 71                               |
| Crescenzio Sepe                  | Italien                      | Europa        | 69                               |
| Luis Antonio Tagle               | Philippinen                  | Asien         | 55                               |
| Jean-Louis Tauran                | Frankreich                   | Europa        | 69                               |
| Julio Terrazas Sandoval          | Bolivien                     | Lateinamerika | 76                               |
| Dionigi Tettamanzi               | Italien                      | Europa        | 78                               |
| Isaac Cleemis Thottunkal         | Indien                       | Asien         | 53                               |
| John Tong Hon                    | Volksrepublik China          | Asien         | 73                               |
| Telesphore Placidus Toppo        | Indien                       | Asien         | 73                               |
| Jean-Claude Turcotte             | Kanada                       | Nordamerika   | 76                               |
| Peter Turkson                    | Ghana                        | Afrika        | 64                               |
| Jorge Urosa                      | Venezuela                    | Lateinamerika | 70                               |
| Agostino Vallini                 | Italien                      | Europa        | 72                               |
| Antonio Maria Vegliò             | Italien                      | Europa        | 75                               |
| Raúl Eduardo Vela Chiriboga      | Ecuador                      | Lateinamerika | 79                               |
| Giuseppe Versaldi                | Italien                      | Europa        | 69                               |
| André Vingt-Trois                | Frankreich                   | Europa        | 70                               |
| Rainer Maria Woelki              | Deutschland                  | Europa        | 56                               |
| Donald Wuerl                     | Vereinigte Staaten           | Nordamerika   | 72                               |
| Gabriel Zubeir Wako              | Sudan                        | Afrika        | 72                               |

Die am Konklave teilnehmenden Kardinäle stammten aus folgenden Ländern:
| Nation | Anzahl Teilnehmer |
| --- | ----------------- |
| Italien | 28                |
| Vereinigte Staaten | 11                |
| Deutschland | 06                |
| Spanien, Brasilien, Indien | je 05 je          |
| Polen, Frankreich | je 04 je          |
| Kanada, Mexiko | je 03 je          |
| Portugal, Argentinien, Nigeria | je 02 je          |
| Europa: Belgien, Bosnien und Herzegowina, Irland, Kroatien, Litauen, Niederlande, Österreich, Schweiz, Slowenien, Tschechien, Ungarn Süd- und Mittelamerika: Bolivien, Chile, Dominikanische Republik, Ecuador, Honduras, Kolumbien, Kuba, Peru, Venezuela Afrika: Ägypten, Ghana, Guinea, Kenia, Demokratische Republik Kongo, Senegal, Südafrika, Sudan, Tansania Asien und Ozeanien: Australien, China, Libanon, Philippinen, Sri Lanka, Vietnam | je 01 je          |